# Gabberia
Gabberia is een census town in het district Haora van de Indiase staat West-Bengalen.

## Demografie
Volgens de Indiase volkstelling van 2001 wonen er 4.974 mensen in Gabberia, waarvan 51% mannelijk en 49% vrouwelijk is. De plaats heeft een alfabetiseringsgraad van 64%.